# Selkirk (Manitoba)
Selkirk je město v prérijní provincii Manitoba v Kanadě. Nachází se ve vzdálenosti 22 km severovýchodně od Winnipegu na břehu řeky Severní Červené řeky. Město mělo v roce 2016 10 278 obyvatel. Je to sedmé nejlidnatější město v Manitobě.

## Dějiny
Město je pojmenované po Thomasi Douglasovi, pátém earlovi ze Selkirku, který finančně podporoval osídlení okolí Severní Červené řeky.